# ニコライ・ラコフ
ニコライ・ペトローヴィチ・ラコフ（ロシア語: Никола́й Петро́вич Ра́ков, ラテン文字転写: Nikolai Petrovich Rakov, 1908年3月14日 - 1990年11月3日）は、ロシアの作曲家。

## 経歴
1908年、カルーガ生まれ。ルビンシュタイン音楽学校でヴァイオリンを学び、モスクワ音楽院で作曲をレインゴリト・グリエールとセルゲイ・ヴァシレンコについて学ぶ。1931年に卒業後、グリエールの助手として音楽院に残り、1935年より教職につき、1943年に同学院の楽器法の教授となった。その一方でヴァイオリン奏者・指揮者としてコンサート活動も行っていた。さらに楽器法に関する著作も残している。生徒にはエディソン・デニソフ、ボリス・チャイコフスキー、ニコライ・ペイコ、アンドレイ・エシュパイ、アルフレート・シュニトケらがいる。1946年にヴァイオリン協奏曲第1番によってスターリン賞を受賞、1975年にロシア連邦共和国人民芸術家の、1989年にはソ連人民芸術家の称号を受けている。

## 文献
- Цукер А. Николай Раков. — М., 1979. (A. ツケル『ニコライ・ラコフ』、モスクワ、1979年)
- Холопов Ю.В. Из рода Раковых. - Калуга, Золотая аллея, 2004.(Yu. V. ホロポフ『ラコフ家』、カルーガ、2004年)